# Krasne (stacja kolejowa)
Krasne (ukr. Красне, ros. Красне) – stacja i węzeł kolejowy w miejscowości Krasne, w rejonie złoczowskim, w obwodzie lwowskim, na Ukrainie.
Stacja powstała w czasach Austro-Węgier na linii kolei galicyjskiej im. Karola Ludwika. W tym też okresie została ona stacją węzłową po wybudowaniu linii do Podwołoczysk.

## Stacja w kulturze
Stacja kolejowa Krasne-Busk. Opowieści przesiedlonych kobiet to film dokumentalny na temat przesiedleń związanych z II wojną światową i powojennymi zmianami granic.